# Находка

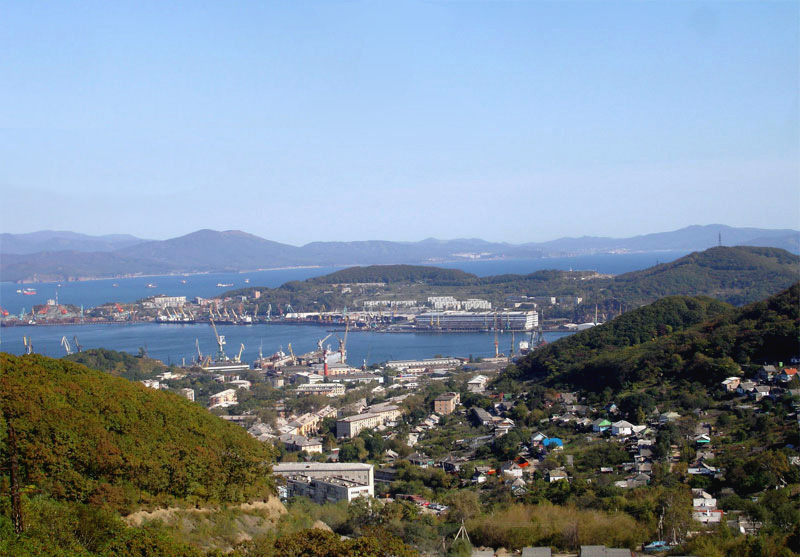
Вид на бухту Находка

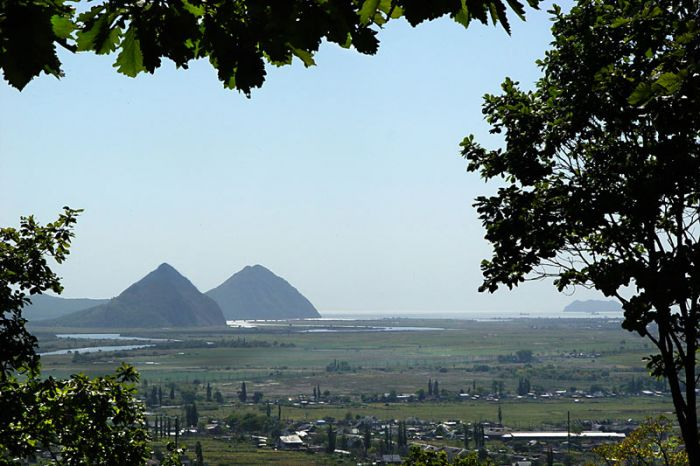
Сопки Брат и Сестра

Нахо́дка (рос. Находка, перша назва — Американка) — місто у Приморському краї, (Росія), порт на Тихому океані, залізнична станція Транссибирської магістралі. Найбільший (з урахуванням Восточного порту) транспортний вузол Далекого Сходу Росії.

## Географія
Розташоване на берегах бухти Находка затоки Америка Японського моря Тихого океану. Гавань порту добре захищена від морських хвиль зі східною боку затоки півостровом Трудний, із західного боку — островом Лісій.
На північ від міста розташовані сопки Брат і Сестра.

### Клімат
Попри те що, що Находка розташована південніше Сочі і Криму, клімат набагато суворіший. Середня температура в січні — лютому — близько −11 °C (що відповідає температурному режиму взимку заполярному Мурманську), у серпні — близько 20 °C. Середньорічна температура — майже 5 °C (у Сочі — 14 °C). Клімат в Находці схожий із кліматом Владивостока, але на початку літа менше туманів, також місто більш захищено від вітрів, ніж Владивосток. Особливість клімату Находки у тому, що помірний морський клімат властивий вузькій прибережній смузі.
| Місяць                         | Січ   | Лют   | Бер  | Квіт | Трав | Черв | Лип  | Серп | Вер  | Жовт | Лист | Груд | Рік |
| Опади, мм                      | 16    | 19    | 24   | 58   | 68   | 99   | 130  | 158  | 139  | 50   | 31   | 18   | 810 |
| Середньомісячна температура °C | −12.5 | −10.0 | −1.9 | 4,6  | 10,5 | 13,4 | 17,7 | 20,1 | 15,8 | 8,5  | −1,1 | −9,7 | 4,6 |

## Історія
Засноване 1907 року як село Американка 35 родинами українських переселенців з Чернігівської губернії.
Від 1940 року — портове селище, від 1950 — місто.
Від 2006 року в місті діє Центр української культури «Назавжди».

## Населення
У 2010 році населення міста становило 165,7 тис. осіб. У 2002 році в місті проживало 6,6 тис. українців.
За переписом населення 1989 року в місті мешкало 187 тис. осіб, у тому числі українців — 12 330 (6,6 %), з них визнали рідною мовою українську — 4769 (38,8 %).

## Економіка
Економіка міста, головним чином пов'язана з портом і з портовими підприємствами, як-то переробка та консервування риби. У радянські часи Находка була єдиним радянським портом на Далекому Сході, відкритим заходу іноземних судів. Потому, як Владивосток в 1991 також став доступний іноземцям, значення Находки як порту знизилося, і економічна активність значно впала.
Постановою Верховної Ради РРФСР у 1990 була створена Вільна економічна зона (ВЕЗ) «Находка». Спочатку на розвиток ВЕЗ вдалося залучити російські й іноземні інвестиції, але потім її розвиток загальмувався. Багато хто пов'язує припинення розвитку ВЕЗ з безконтрольною коррупцією (найбільшим інвестором був Уряд РРФСР), але головною причиною була відсутність законодавчої бази. У 2006 році проект ВЕЗ «Находка» офіційно припинив своє існування.
Поблизу Находки (селище Врангель) — глибоководний незамерзаючий порт Восточний. У районі міста, у бухті Перевозна, планується будівництво нафтоналивного термінала (кінцевого пункту запроектованого експортного нафтопроводу «Східний Сибір — Тихий океан»).
Находка — порт міжнародного значення, центр прибережної торгівлі. Експорт лісу, вугілля, флюориту, меду, риби, рибо- і морепродуктів.

### Головні підприємства
- Суднобудування
  - ВАТ «Находкинский судоремонтный завод»
  - ВАТ «Приморский судоремонтный завод»
- Хлібопекарська промисловість
  - ПК «Находкинский хлебокомбинат»
- Рибопереробка
  - АТ «Южморыбфлот»
  - ВАТ «Находкинская база активного морского рыболовства»
  - ТОВ «ДВ рыбная компания»
  - ТОВ «Посейдон»
- Морський транспорт
  - ВАТ «Восточный Порт»
  - ВАТ «Находкинский нефтеналивной торговый порт»
  - ВАТ «Приморское морское пароходство»
  - ВАТ «Находкинский рыбный порт»
  - ВАТ «Малый порт»
  - ВАТ «Торговый порт»

## Відомі люди
- Дроздова Ольга Борисівна — російська актриса.